# Hasemania
Hasemania is een geslacht van straalvinnige vissen uit de familie van de karperzalmen (Characidae).

## Soorten
- Hasemania crenuchoides Zarske & Géry, 1999
- Hasemania hanseni (Fowler, 1949)
- Hasemania kalunga Bertaco & de Carvalho, 2010
- Hasemania maxillaris Ellis, 1911
- Hasemania melanura Ellis, 1911
- Hasemania nambiquara Bertaco & Malabarba, 2007
- Hasemania nana (Lütken, 1875) – Koperzalm
- Hasemania piatan Zanata & Serra, 2010